# Le Thil (Eure)
Le Thil é uma comuna francesa na região administrativa da Normandia, no departamento de Eure. Estende-se por uma área de 4,23 km². Em 2010 a comuna tinha 570 habitantes (densidade: 134,8 hab./km²).